# Mercedes-Benz 600
 (août 2019).
Si vous disposez d'ouvrages ou d'articles de référence ou si vous connaissez des sites web de qualité traitant du thème abordé ici, merci de compléter l'article en donnant les références utiles à sa vérifiabilité et en les liant à la section « Notes et références ».

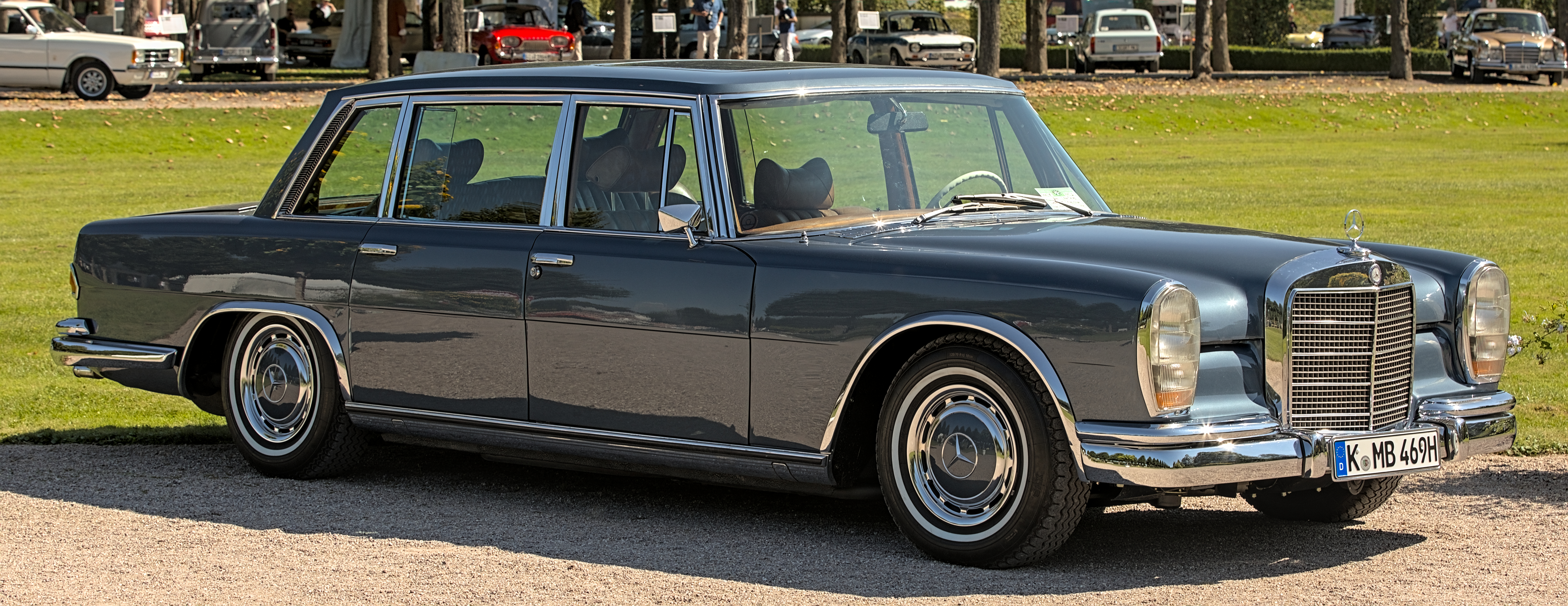
Mercedes-Benz 600

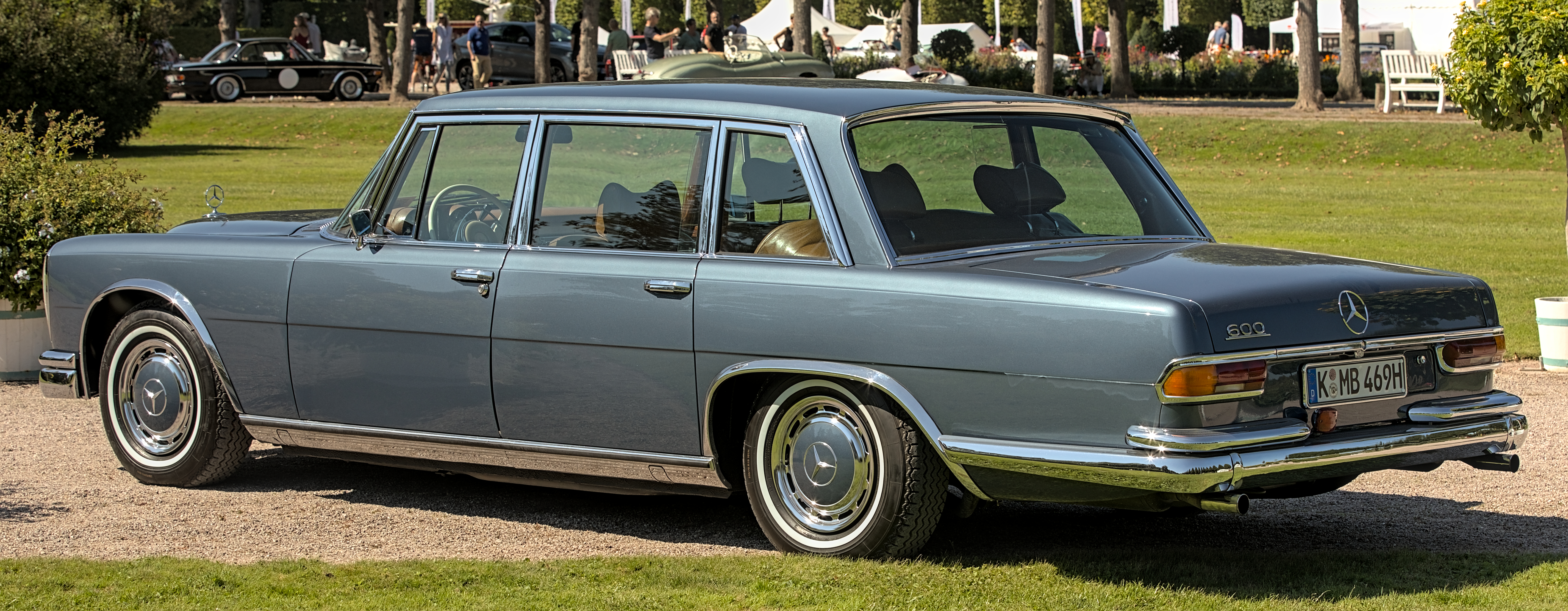
Mercedes-Benz 600

La Mercedes-Benz W100 ou Mercedes-Benz 600 est une longue limousine, équipée d'un moteur V8 M 100 à injection de 6 332 cm3 (alésage-course : 103 × 95) développant 250 ch à 4 000 tr/min pour un couple de 500 N m, associé à une boîte automatique à 4 rapports. Elle fut disponible en 4 portes (5 540 ou 6 240 mm selon empattement) et 6 portes. Elle porte le code interne W100. Son moteur fut aussi utilisé dans la Mercedes-Benz 300 SEL 6.3.
Cette voiture dessinée par le Français Paul Bracq n'a pas subi la moindre modification en 18 années de carrière, sans doute en raison de sa modernité. En effet, elle est équipée d'un alternateur (rarissime à l'époque où la dynamo reste la norme), de la climatisation et d'une centrale hydraulique gérant notamment la direction assistée, le freinage ou encore les vitres hydrauliques. Elle figure très certainement parmi les plus belles réalisations de l’Histoire de l’Automobile.
La vitesse de pointe de la version courte est de 205 km/h pour une accélération de 0 à 100 km/h effectuée en 9,7 secondes.

## Historique
La production a débuté en 1964 et plus de 600 variantes furent construites jusqu’en 1972. La crise pétrolière et l’introduction de la nouvelle Classe S firent baisser la demande. La fabrication continua à un rythme ralenti jusqu’en 1981. 2 677 exemplaires de la 600 furent fabriqués.
La 600 proposait à sa clientèle de nombreuses innovations, en particulier une centrale hydraulique complexe sous 150 bars de pression qui commandait les sièges, les vitres et la fermeture des portes, coffre, et toit ouvrant.

## Versions
Deux variantes étaient proposées :
1) Modèles avec empattement court
- Berline 4 portes
- Berline 4 portes avec séparation chauffeur (modèle rare)

2) Modèles avec empattement long
- Limousine Pullman à 4 portes, avec deux strapontins et une séparation chauffeur (à l’exception de 3 exemplaires)
- Limousine 6 portes.

Quelques limousines furent carrossées en landaulets, avec un toit décapotable au-dessus des passagers arrière. Elles servirent essentiellement de voitures d’apparat, à l’usage du pape, du gouvernement allemand en 1965 pendant la visite officielle de la reine Élisabeth II. La production de ce modèle avait cessé un an auparavant, en 1980.
À noter qu’un très bel et unique exemplaire de la version à empattement court a été réalisé en version Landaulet, en coloris extérieur vert chasse, pour le comte von Berckheim.
Deux coupés furent construits par Mercedes, dont l’un fut offert à Rudolf Uhlenhaut quand il prit sa retraite. Il avait participé, avec Fritz Nallinger et Karl Wilfert, à la conception de la 600. Un troisième coupé sortit des ateliers de Karl Middelhauve and Associates.
Des préparateurs modifièrent la voiture selon le désir des riches clients. Un corbillard fut établi sur la base d’un châssis court. Cette voiture, et les deux coupés mentionnés plus haut, sont aujourd’hui aux États-Unis.

## Moteur
Le poids élevé de la 600 dépassait les ressources du moteur le plus puissant disponible alors chez Mercedes, le 6 cylindres de la 300. C’est pourquoi la firme développa une nouvelle unité d’une cylindrée plus que doublée, capable de mouvoir le véhicule et d’actionner ses nombreuses servitudes hydrauliques. Il s’agissait d’un V8 à simple arbre à cames en tête de 6,3 litres alimenté par une injection mécanique Bosch. La suspension pneumatique ajustable garantissait quant à elle un confort moelleux et une bonne tenue de route quel que soit l’état de la chaussée. Le moteur M 100 équipa en 1968 la 300 SEL 6.3, procurant à cette voiture nettement plus légère que la 600 des performances très élevées, encore améliorées par une augmentation de la cylindrée sous le capot de la 450SEL 6.9.
Il est à noter que, sur certains marchés où la qualité des carburants étaient moindres (Iran, Singapour, et autres...), ce moteur (code M100.980) avait sa puissance nominale revue à la baisse, sans pour autant perdre davantage en couple moteur (Nm).

## Succession
Produite de 1964 à 1981, la 600 tenait une place sans équivalent dans la gamme Mercedes-Benz et ne fut pas remplacée, du moins jusqu’à l’introduction des Maybach 57 et 62 en 2002.
Depuis la Mercedes-Benz Sonderklasse de 1991, il existe de nouveau des S 600, ainsi que des versions Pullman (Sonderklasse de 1991 en 1997-1998), (Classe S de 1998 en 2000-2005), (Classe S de 2005 de 2009 à 2013), (Classe S de 2013 de 2015 à 2020 avec une version Maybach), (Classe S de 2020 en version Maybach)

## Production Typ 600
| Année                   | 1963 | 1964 | 1965 | 1966 | 1967 | 1968 | 1969 | 1970 | 1971 | 1972 | 1973 | 1974 | 1975 | 1976 | 1977 | 1978 | 1979 | 1980 | 1981 | total |
| ----------------------- | ---- | ---- | ---- | ---- | ---- | ---- | ---- | ---- | ---- | ---- | ---- | ---- | ---- | ---- | ---- | ---- | ---- | ---- | ---- | ----- |
| 600                     | 2    | 99   | 345  | 293  | 138  | 184  | 279  | 198  | 186  | 172  | 64   | 24   | 25   | 33   | 36   | 28   | 36   | 33   | 15   | 2190  |
| 600 Pullman / Landaulet | 1    | 8    | 63   | 30   | 21   | 39   | 57   | 38   | 51   | 38   | 18   | 28   | 17   | 14   | 19   | 12   | 17   | 11   | 5    | 487   |

Source :